# Saturnino López Novoa
Saturnino López Novoa (29 de novembro de 1830 - 12 de março de 1905) foi um padre católico romano espanhol e co-fundador das Hermanitas de los Ancianos Desamparados que ele estabeleceu com Santa Teresa de Jesús Jornet e Ibars. Ele viveu com sua tia desde a infância e depois de ser ordenado sacerdote serviu seu tio que havia sido nomeado bispo da diocese de Huesca. Novoa serviu seu tio como seu assessor até que este morreu em Roma durante o Concílio Vaticano I, no qual Novoa serviu como consultor teológico de seu tio. Ele continuou a ministrar aos pobres e doentes após a morte de seu tio e começou a estabelecer novas casas e instalações para sua congregação religiosa.
O processo de beatificação de Novoa foi solicitado desde sua morte, pois as pessoas em Huesca e Barbastro passaram a reverenciá-lo como um santo. O processo não foi lançado até a década de 1990, quando ele recebeu o título de Servo de Deus. A causa culminou em meados de 2014, depois que o Papa Francisco reconheceu sua virtude heroica e o intitulou Venerável.

## Vida
Saturnino López Novoa nasceu em Siguença em Guadalaxara em 29 de novembro de 1830 às 9h00 como o primeiro de três filhos de Julián López Muñoz e Ildefonsa Novoa Bueno (1802-1835). Seus dois irmãos que o seguiram foram Silverio (n. 1832) e Justa. Novoa foi batizado em 30 de novembro e nomeado em homenagem a São Saturnino. Sua mãe morreu em 1835 quando ele tinha cinco anos depois que ela deu à luz Justa, que morreu pouco mais de duas semanas depois. Uma prima dele era María Magro Novoa.
Seu pai Julián desejava ser padre a ponto de receber a tonsura e fazer seus estudos filosóficos. Mas ele decidiu fazer música e trabalhar com o coro da catedral antes de sua ordenação, embora em 1827 tenha abandonado sua intenção de se tornar padre e decidiu se casar.
Foi depois da morte de sua mãe que ele foi para Berlanga de Duero onde viveu com sua tia materna Manuela (nascida em 1771 em Las Inviernas). Acompanhava Manuela na visita aos pobres e na distribuição do pão que ela fazia em casa para eles. Sua tia era casada e tinha onze filhos que morreram todos bebês ou crianças; seu marido Juan de Dios Gil (tio de Novoa) era sapateiro. Em 1838, ele e sua tia se mudaram para morar com o tio de Novoa, Basilio Gil i Bueno, que havia sido ordenado sacerdote em 1835. No outono de 1838 começou seus estudos em latim sob o cônego Miguel Ormazábal e foi logo depois disso que seu pai se casou novamente em 1840 com Antonia Arauzo (seu filho Guillermo nasceu em 1841). Foi por volta de 1840 que recebeu a Primeira Comunhão e a Confirmação. Seu pai também trabalhava no conselho local, mas foi demitido e assim conseguiu uma loja para fornecer renda para seu filho recém-nascido e esposa.
Iniciou seus estudos eclesiais em 1842 e pôde assumir a batina pela primeira vez após a obtenção de uma bolsa de estudos em 28 de setembro de 1846. Novoa recebeu a tonsura ao lado de seu irmão Silverio em Sigüenza em 21 de junho de 1848, enquanto sua tia Manuela morreu em 25 de janeiro de 1849, mas ele não ouviu essa notícia até menos de uma semana depois. Ele terminou seus estudos eclesiais (que incluíam grego) em 1852, mas não pôde ser ordenado naquela época, pois não havia atingido a idade canônica nem havia recebido uma dispensa para tal. Em 12 de março de 1853, ele recebeu as ordens menores, sendo feito subdiácono em 3 de março de 1854 e depois diácono em 2 de junho. Novoa recebeu sua ordenação ao sacerdócio em 22 de setembro de 1854 (recebendo essas três ordenações do bispo de Huesca Pedro de Zarandía i Endara desde que o bispo de Barbastro estava doente) e celebrou sua primeira Missa em outubro nos arredores de Barbastro em um santuário mariano.
Em setembro de 1856 assistiu à primeira missa de seu irmão Silverio em sua terra natal, mas teve que voltar alguns meses depois para o funeral de seu pai. Em junho de 1857, em Toledo, fez seu exame de mestrado em estudos teológicos e, no final de agosto de 1861, estava novamente em Toledo para um exame de doutorado, realizado em latim sobre o tema "De Deo uno". Seu tio Basilio Gil i Bueno tornou-se bispo de Huesca em 23 de dezembro de 1861 e nomeou Novoa como seu assessor particular para ajudá-lo a administrar os assuntos diocesanos; Novoa tinha sentimentos contraditórios sobre isso desde que passou a amar Barbastro e não desejava partir para Huesca. Novoa esteve presente para a consagração episcopal de seu tio em 27 de abril de 1862 e sua instalação em 1 de junho. Foi no dia 15 de junho que foi incardinado na diocese de Huesca e para celebrar deu esmolas aos pobres.
Em 1860, seu meio-irmão Guillermo iniciou os estudos eclesiais após a morte de sua esposa e ele seria ordenado sacerdote em 1864. Não foi muito depois disso, em 1865, que seu irmão Silverio morreu. A Revolução Gloriosa espanhola viu Novoa e seu tio se exilarem de Huesca e esse exílio durou de 6 de outubro de 1868 a 13 de setembro de 1869; a dupla recebeu uma recepção triunfante em seu retorno quando a crise diminuiu na região. Ele ajudou seu tio como consultor teológico durante o Concílio Vaticano I em Roma, durante o qual seu tio morreu em 12 de fevereiro de 1870; a saúde de seu tio era frágil, mas o bispo insistira em comparecer ao Concílio. A dupla chegou a Roma em 27 de novembro de 1869 antes do previsto, então decidiu visitar as principais basílicas e as relíquias de São Lourenço. Após a morte de seu tio veio mais desgosto para Novoa: sua sobrinha Saturnina (b. 1860 e cujo pai era Guillermo) morreu em 1880, enquanto seu pai morreu em 1882. Em 25 de dezembro de 1882, ele adotou o bebê Francisco Olivan Palacin (nascido em 14 de dezembro) depois que sua mãe morreu em 20 de dezembro. Ele contratou uma enfermeira para cuidar da criança, mas o batizou e depois o confirmou quando ele completou cinco anos. Os serviços da enfermeira cessaram na véspera de Natal de 1884, mas ele mesmo continuou a criar a criança como se fosse sua. Ele também deu à criança sua Primeira Comunhão em dezembro de 1891, enquanto essa criança nas décadas seguintes migraria para o México, onde se casou e estudou medicina.
Novoa fundou várias confrarias religiosas em Huesca. Ele co-fundou sua congregação religiosa ao lado de sua amiga Santa Teresa Jornet Ibars em 27 de janeiro de 1873 com a primeira casa sendo estabelecida em Barbastro. Em 1885 foi condecorado com a Cruz da Ordem Civil da Beneficência em reconhecimento por seus extensos esforços humanitários em uma epidemia de cólera que atingiu Huesca. Novoa recebeu a aprovação papal do Papa Leão XIII para sua ordem em 24 de agosto de 1887, mas não recebeu notícias até setembro. Foi uma década depois, em 30 de agosto de 1897, que ele presidiu o funeral de sua amiga Jornet, que havia morrido após um período de problemas de saúde.
Em fevereiro de 1903, organizou seus arquivos pessoais e completou seu último testamento, que assinou em 25 de março, sabendo que sua saúde estava piorando gradualmente. No final do verão, sentiu-se um pouco melhor e descobriu que podia fazer caminhadas curtas e responder a correspondências. Ele sofria de dores nas costas que o obrigaram a dormir em julho e pôde retomar a celebração da missa em 23 de julho, quando rezou uma pela alma do Papa Leão XIII após a morte deste. Ele não deixou sua casa muito depois disso, mas na véspera de Natal em 1904 sua condição piorou devido a ter contraído pneumonia. Ele celebrou sua missa final em 23 de fevereiro de 1905, após a qual sua condição o manteve confinado em sua cama, da qual ele descobriu que não podia sair. No dia 11 de março ele recebeu o Viático e depois recebeu a Unção dos Enfermos naquela noite em estado de lucidez enquanto sofria de grande dor. Novoa morreu de pneumonia às 5h do dia 12 de março. Seus restos mortais foram exumados em 6 de maio de 1912 e transferidos para a casa-mãe da ordem e depois enterrados em uma área diferente na casa- mãe em 25 de agosto de 1913.

## Processo de beatificação
O processo de beatificação iniciado depois que o fórum do processo diocesano foi transferido em 21 de novembro de 1997 da diocese de Huesca para a arquidiocese de Valência, onde o processo foi iniciado em 7 de novembro de 1998; esta investigação foi concluída em 2 de abril de 2000, enquanto também a Congregação para as Causas dos Santos emitiu o decreto " nihil obstat " (sem objeções à causa) e intitulou Novoa como Servo de Deus. A CCS validou o processo em 23 de novembro de 2001 como tendo cumprido as suas normas de condução de causas e em 2011 e em 2012 recebeu as duas partes do dossiê oficial da Positio. Este dossiê continha todas as evidências relevantes compiladas durante o processo diocesano que atestariam a santidade de Novoa.
Consultores históricos avaliaram e aprovaram a causa em 21 de junho de 2011, enquanto nove teólogos manifestaram sua aprovação à causa em 11 de junho de 2013. Os membros do cardeal e bispo da CCS também aprovaram a causa em 17 de junho de 2014, enquanto em 8 de julho ele foi intitulado Venerável depois que o Papa Francisco emitiu um decreto reconhecendo a vida de virtude heroica de Novoa.
A atual postuladora desta causa é a Dra. Silvia Mónica Correale.